# Codice ATC N02
Il codice ATC N02 "Analgesici" è un sottogruppo terapeutico del sistema di classificazione Anatomico Terapeutico e Chimico, un sistema di codici alfanumerici sviluppato dall'OMS per la classificazione dei farmaci e altri prodotti medici. Il sottogruppo N02 fa parte del gruppo anatomico N dei disturbi del Sistema nervoso.
Codici per uso veterinario (codici ATCvet) possono essere creati ponendo la lettera Q di fronte al codice ATC umano: QN02 ... I codici ATCvet senza corrispondente codice ATC umano sono riportati nella lista seguente con la Q iniziale.
Numeri nazionali della classificazione ATC possono includere codici aggiuntivi non presenti in questa lista, che segue la versione OMS.

## N02A Oppioidi

### N02AA Alcaloidi naturali dell'oppio
N02AA01 Morfina
N02AA02 Oppio
N02AA03 Idromorfone
N02AA04 Nicomorfina
N02AA05 Ossicodone
N02AA08 Diidrocodeina
N02AA10 Papavereto
N02AA51 Morfina, combinazioni
N02AA55 Ossicodone, combinazioni
N02AA58 Diidrocodeina, combinazioni
N02AA59 Codeina, combinazioni esclusi psicolettci
N02AA79 Codeina, combinazioni con psicolettci

### N02AB Derivati della fenilpiperidina
N02AB01 Ketobemidone
N02AB02 Petidina
N02AB03 Fentanil
N02AB52 Petidina, combinazioni esclusi psicolettci
QN02AB53 Fentanil, combinazioni esclusi psicolettci
N02AB72 Petidina, combinazioni con psicolettci
QN02AB73 Fentanil, combinazioni con psicolettci

### N02AC Derivati della difenilpropilamina
N02AC01 Destromoramide
N02AC03 Piritramide
N02AC04 Destropropossifene
N02AC05 Bezitramide
N02AC52 Metadone, combinazioni esclusi psicolettci
N02AC54 Destropropossifene, combinazioni esclusi psicolettci
N02AC74 Destropropossifene, combinazioni con psicolettci
QN02AC90 Metadone

### N02AD Derivati del benzomorfano
N02AD01 Pentazocina
N02AD02 Fenazocina

### N02AE Derivati della oripavina
N02AE01 Buprenorfina
QN02AE90 Etorfina
QN02AE99 Oripavina derivati, combinazioni

### N02AF Derivati della morfina
N02AF01 Butorfanolo
N02AF02 Nalbufina

### N02AG Oppioidi in combinazione con antispasmodici
N02AG01 Morfina e antispasmodici
N02AG02 Ketobemidone e antispasmodici
N02AG03 Petidina e antispasmodici
N02AG04 Idromorfone e antispasmodici

### N02AJ Oppioidi in combinazione con analgesici non-oppioidi
N02AJ01 Diidrocodeina e paracetamolo
N02AJ02 Diidrocodeina e acido acetilsalicilico
N02AJ03 Diidrocodeina e altri analgesici non-oppioidi
N02AJ06 Codeina e paracetamolo
N02AJ07 Codeina e acido acetilsalicilico
N02AJ08 Codeina e ibuprofene
N02AJ09 Codeina e analgesici non-oppioidi
N02AJ13 Tramadolo e paracetamolo
N02AJ14 Tramadolo e dexketoprofene
N02AJ15 Tramadolo e analgesici non-oppioidi
N02AJ17 Ossicodone e paracetamolo
N02AJ18 Ossicodone e acido acetilsalicilico
N02AJ19 Ossicodone e ibuprofene

### N02AX Altri oppioidi
N02AX01 Tilidina
N02AX02 Tramadolo
N02AX03 Dezocina
N02AX05 Meptazinolo
N02AX06 Tapentadolo

## N02B Altri analgesici e antipiretici

### N02BA Acido salicilico e derivati
N02BA01 Acido acetilsalicilico
N02BA02 Alossiprina
N02BA03 Colina salicilato
N02BA04 Sodio salicilato
N02BA05 Salicilamide
N02BA06 Salsalato
N02BA07 Etenzamide
N02BA08 Morfolina salicilato
N02BA09 Dipirocetile
N02BA10 Benorilato
N02BA11 Diflunisal
N02BA12 Potassio salicilato
N02BA14 Guacetisal
N02BA15 Carbasalato di calcio
N02BA16 Imidazolo salicilato
N02BA51 Acido acetilsalicilico, combinazioni esclusi psicolettci
N02BA55 Salicilamide, combinazioni esclusi psicolettci
N02BA57 Etenzamide, combinazioni esclusi psicolettci
N02BA59 Dipirocetile, combinazioni esclusi psicolettci
N02BA65 Carbasalato di calcio, combinazioni esclusi psicolettci
N02BA71 Acido acetilsalicilico, combinazioni con psicolettci
N02BA75 Salicilamide, combinazioni con psicolettci
N02BA77 Etenzamide, combinazioni con psicolettci
N02BA79 Dipirocetile, combinazioni con psicolettci

### N02BB Pirazoloni
N02BB01 Fenazone
N02BB02 Metamizolo
N02BB03 Aminofenazone
N02BB04 Propifenazone
N02BB05 Nifenazone
N02BB51 Fenazone, combinazioni esclusi psicolettci
N02BB52 Metamizolo di sodio, combinazioni esclusi psicolettci
N02BB53 Aminofenazone, combinazioni esclusi psicolettci
N02BB54 Propifenazone, combinazioni esclusi psicolettci
N02BB71 Fenazone, combinazioni con psicolettci
N02BB72 Metamizolo di sodio, combinazioni con psicolettci
N02BB73 Aminofenazone, combinazioni con psicolettci
N02BB74 Propifenazone, combinazioni con psicolettci

### N02BE Anilidi
N02BE01 Paracetamolo
N02BE03 Fenacetina
N02BE04 Bucetina
N02BE05 Propacetamolo
N02BE51 Paracetamolo, combinazioni esclusi psicolettci
N02BE53 Fenacetina, combinazioni esclusi psicolettci
N02BE54 Bucetina, combinazioni esclusi psicolettci
N02BE71 Paracetamolo, combinazioni con psicolettci
N02BE73 Fenacetina, combinazioni con psicolettci
N02BE74 Bucetina, combinazioni con psicolettci

### N02BG Altri analgesici e antipiretici
N02BG02 Rimazolio
N02BG03 Glafenina
N02BG04 Floctafenina
N02BG05 Viminolo
N02BG06 Nefopam
N02BG07 Flupirtina
N02BG08 Ziconotide
N02BG09 Metossiflurano
N02BG10 Cannabinoidi (incluso sativex)

## N02C Preparazioni antiemicrania

### N02CA Alcaloidi della segale cornuta
N02CA01 Diidroergotamina
N02CA02 Ergotamina
N02CA04 Metisergide
N02CA07 Lisuride
N02CA51 Diidroergotamina, combinazioni
N02CA52 Ergotamina, combinazioni esclusi psicolettci
N02CA72 Ergotamina, combinazioni con psicolettci

### N02CB Derivati dei corticosteroidi
N02CB01 Flumedroxone

### N02CC Agonisti selettivi della serotonina (5-HT1)
N02CC01 Sumatriptan
N02CC02 Naratriptan
N02CC03 Zolmitriptan
N02CC04 Rizatriptan
N02CC05 Almotriptan
N02CC06 Eletriptan
N02CC07 Frovatriptan

### N02CX Altre preparazioni antiemicrania
N02CX01 Pizotifene
N02CX02 Clonidina
N02CX03 Iprazocromo
N02CX05 Dimetotiazina
N02CX06 Oxetorone